# 地湾城遗址
40°35′01.4″N 99°55′46.7″E / 40.583722°N 99.929639°E
地湾城遗址，位于中国甘肃省金塔县东北约150公里的额济纳河（黑河）东岸戈壁滩上，属甘肃省文物保护单位，是居延遗址的一部分。地湾城（蒙古语称“乌兰都日博勒金”）大约建于汉武帝元狩二年，为張掖郡肩水都尉肩水候官治所，此处由三坞一鄣组成，故也称其为肩水候官障坞遗址。地湾城座北向南，城墙由夯土版筑，遗址范围为100乘100米。
地湾城北距肩水金关遗址五百米，南距大湾城遗址九千米，它们共同构成了汉代边塞“三城一关”格局。现今，金塔县政府将仅存一鄣的地湾城遗址与大湾城和肩水金关一并构建为肩水金关军事文化旅游景区。
1930年，中瑞西北科学考查团成员瑞典考古学家弗克·貝格曼在地湾城发掘出2,383枚汉简，此后该批汉简因抗日战争爆发而被多次转移，现藏于臺北的中央研究院歷史語言研究所歷史文物陳列館。1986年9月至10月，甘肃省文物考古研究所对肩水候官障坞遗址（今地湾城）进行了抢救性发掘，也出土了一批汉简，现藏于甘肃简牍博物馆，2017年专载本次出土778枚汉简的《地湾汉简》一书正式出版。从简牍形制、性质、内容来说，两批汉简因具有一致性，故这两批汉简被称为地湾汉简，两批汉简均属居延汉简。这两批出土汉简对研究汉代居延的军事塞防体系和屯戍生活提供了大量资料。

## 脚注
1. ↑  有来源指出土汉简为近2千枚[7]，其他来源表述有778枚的[1][9]；775枚汉简的[3]和一千多枚[10]等。